# Cinq-Mars-la-Pile
Cinq-Mars-la-Pile är en kommun i departementet Indre-et-Loire i regionen Centre-Val de Loire i de centrala delarna av Frankrike. Kommunen ligger i kantonen Langeais som tillhör arrondissementet Chinon. År 2022 hade Cinq-Mars-la-Pile 3 943 invånare.

## Befolkningsutveckling
Antalet invånare i kommunen Cinq-Mars-la-Pile
Referens:INSEE